# Aleja Górnośląska w Katowicach
Aleja Górnośląska w Katowicach – arteria komunikacyjna w Katowicach, ciągnąca się równoleżnikowo przez środek miasta, wzdłuż dzielnic: Śródmieście, Brynów część wschodnia-Osiedle Zgrzebnioka i Osiedle Paderewskiego-Muchowiec.  
Jest ona częścią autostrady A4 i trasy europejskiej E40 na odcinku pomiędzy węzłem Katowice Mikołowska a węzłem Murckowska. Jest to droga dwujezdniowa o długości około 4 km i należy do jednej z najbardziej obciążonych tras w Polsce. Aleja Górnośląska powstawała i była ona rozbudowana etapami od końca lat 60. XX wieku, a nazwę dla tej drogi nadano w 1967 roku. 

## Przebieg

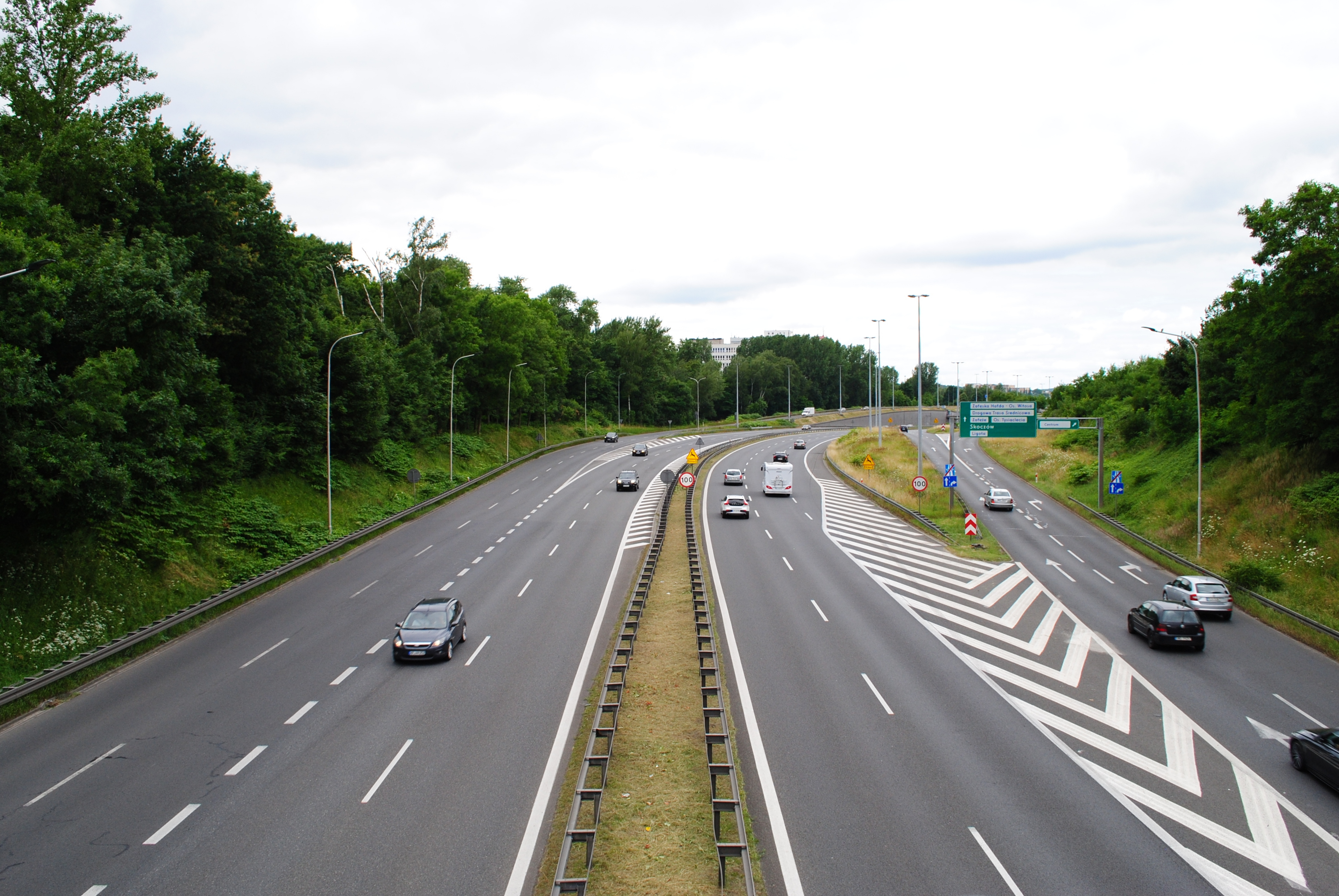
Aleja Górnośląska przed węzłem drogowym Katowice Mikołowska; widok w kierunku Chorzowa (2021)

Aleja Górnośląska ma w przybliżeniu równoleżnikowy przebieg. Biegnie ona przez środkową część Katowic wzdłuż dzielnic: Śródmieście, Brynów część wschodnia-Osiedle Zgrzebnioka i Osiedle Paderewskiego-Muchowiec.
Kilometraż autostrady A4, której częścią jest aleja Górnośląska, wzrasta w kierunku wschodnim. Aleja zaczyna się od strony zachodniej na węźle Katowice Mikołowska (336,423 km autostrady A4), na którym krzyżują się ulice Mikołowska i Kochłowicka. Autostrada w kierunku zachodnim kieruje się dalej w stronę Chorzowa. 
Od węzła Murckowska aleja Górnośląska biegnie w kierunku południowo-wschodnim, po czym na wysokości wieży spadochronowej w parku im. T. Kościuszki zmienia swój bieg na zbliżony do wschodniego. Dalej droga biegnie pod wiaduktem w ciągu ulicy T. Kościuszki i biegnącej równolegle do niej linii tramwajowej, a następnie pod wiaduktem w ciągu ulicy W. Stwosza. Za nimi znajduje się kolejny węzeł autostradowy – Katowice Francuska (338,341 km autostrady A4), gdzie aleja Górnośląska krzyżuje się z ulicą Francuską. 
W dalszym biegu aleja jezdniami zbiorczo-rozprowadzającymi krzyżuje się od północy z ulicami Ofiar Katynia i A. Dygacza, a od południa z ulicami Szybowcową, Alpejską i Prowansalską. Po przekroczeniu Potoku Leśnego (Doliny Trzech Stawów) aleja Górnośląska kończy swój bieg na węźle Murckowska (340,302 km autostrady A4), gdzie krzyżuje się z ulicą Murckowską i ulicą Pszczyńską. Autostrada A4 dalej na wschód kieruje się w stronę Mysłowic.

## Charakterystyka

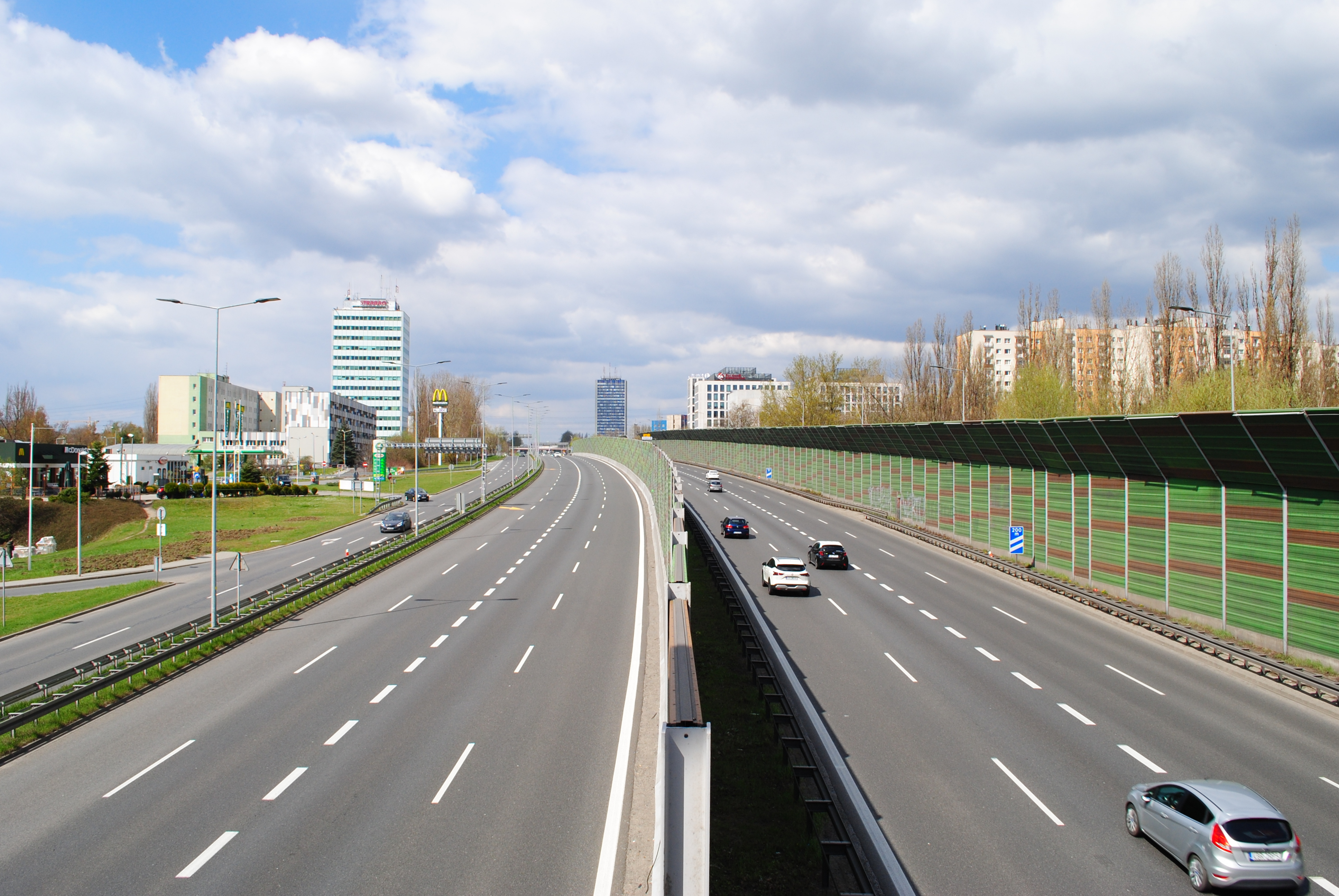
Aleja Górnośląska na wysokości Centrum Handlowego 3 Stawy; widok w kierunku Chorzowa (2022)

Aleja Górnośląska wraz z Drogową Trasą Średnicową, aleją W. Roździeńskiego i ulicą Murckowską stanowi jedną z najważniejszych arterii komunikacyjnych miasta Katowice, a będąc częścią autostrady A4 i drogi europejskiej E40 stanowi główny element komunikacyjny miasta. Głównym celem tej drogi jest przenoszenie ruchu dalekiego zasięgu – o charakterze międzynarodowym i międzyregionalnym, a drugorzędnie ruchu wewnątrz Górnośląsko-Zagłębiowskiej Metropolii. Aleja wraz z Drogową Trasą Średnicową jednocześnie stanowi równoleżnikową drogę tranzytową. 
Autostrada A4, której częścią jest aleja Górnośląska, zapewnia połączenie na wschód w kierunku Ukrainy przez Kraków i Rzeszów, a na zachód w kierunku Niemiec przez Opole i Wrocław.
Aleja Górnośląska to droga dwujezdniowa o nawierzchni bitumicznej, a jej długość wynosi 4038 m. W najszerszym miejscu alei szerokość jednej jezdni wynosi 23,5 m (w obydwu kierunkach po 3 pasy ruchu jezdni głównej + 1 pas awaryjny + 3 pasy ruchu jezdni zbiorczo-rozprowadzającej), a w najwęższym 10 m (2 pasy ruchu jezdni głównej).
Droga jest w zarządzie Generalnej Dyrekcji Dróg Krajowych i Autostrad, Rejon Wysoki Brzeg (Jaworzno, ul. Drogowców 6).
W systemie TERYT droga widnieje pod numerem 48272 jaku aleja Górnośląska. Nazwa ulicy nawiązuje do regionu historycznego, w jakim położone są Katowice – Górnego Śląska. Jezdnie zbiorczo-rozprowadzające autostrady A4 za aleją Górnośląską w kierunku Chorzowa mają nazwę ulica Kochłowicka, natomiast za węzłem Murckowska autostrada w granicach Katowic nie ma własnej nazwy.
Kod pocztowy dla adresów wzdłuż alei to 40-511.
Aleja Górnośląska należy do jednej z najbardziej obciążonych ruchem drogowym odcinków dróg krajowych w Polsce, gdzie średni dobowy ruch roczny na tym odcinku autostrady A4 zmierzony podczas Generalnego Pomiaru Ruchu za okres lat 2020–2021 wynosił 105 033 pojazdów na dobę. Aleja jest także jedną z najbardziej zagrożonych hałasem arterią komunikacyjną miasta. Ekrany akustyczne wzdłuż alei chronią tereny mieszkalne znajdujące się w jej rejonie.
Według stanu z połowy czerwca 2023 roku, wzdłuż alei kursują linie metropolitalne ZTM M10 Katowice – Kobiór, M13 Katowice – Sosnowiec i M22 Katowice – Międzyrzecze, a także normalne linie autobusowe. Przy samej alei nie ma natomiast przystanków autobusowych.

## Historia
Wzdłuż przebiegu późniejszej alei Górnośląskiej, w rejonie węzła Katowice Francuska w XVI wieku założono folwark Karbowa. W 1842 roku została tam założona huta cynku „Emma”, w pobliżu której powstały domy robotnicze, a na początku XX wieku dwie cegielnie. W latach 1823–1870 w rejonie węzła Katowice Mikołowska funkcjonowała huta cynku „Henriette”, a późnej w jej rejonie eksploatowano kamieniołom.
W 1888 roku w lasku podmiejskim zaczęto tworzyć zalążki nowego parku, a w latach 1894–1895 utworzono w nim Südpark. W 1925 roku parkowi nadano imię Tadeusza Kościuszki. Pomiędzy 1930 a 1935 rokiem w miejscu późniejszego węzła Katowice Mikołowska powstał boisko, które służyło piłkarzom Rozwoju Katowice od 1969 roku. W tym też roku w wyniku przebudowy ronda teren boiska przeznaczono pod budowę siedziby Centralnego Ośrodka Informatyki Górnictwa.

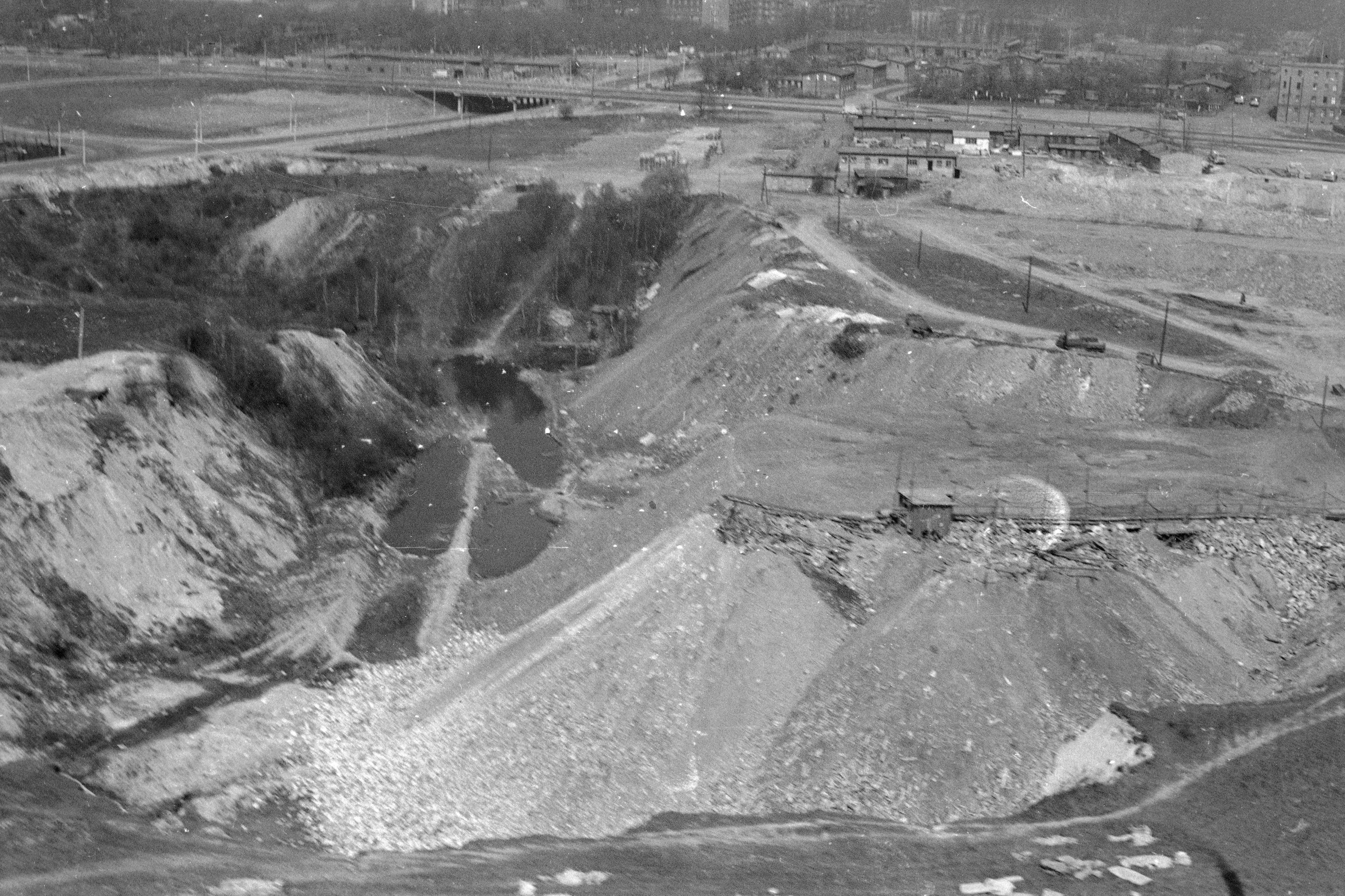
Zdjęcie z 1974 roku rejonu późniejszego węzła Katowice Francuska; na pierwszym planie obszar biurowca Francuska 70, a po drugiej stronie alei Górnośląskiej, w górnej części zabudowa Karbowej

Sama zaś trasa alei Górnośląskiej powstawała etapami. Już w latach 30. XX wieku powstała droga pomiędzy ulicą Mikołowską a ulicą T. Kościuszki i była to aleja spacerowa, stanowiąca północną granicę parku T. Kościuszki. Prowadziła ona przez tereny zielone i ogródki działkowe. Po II wojnie światowej została ona wybrukowana. W latach 50. XX wieku droga biegła od skrzyżowania ulic Mikołowskiej i Kochłowickiej w kierunku wschodnim, krzyżując się kolejno z ulicami Barbary, T. Kościuszki, W. Stwosza i Plebiscytową, kończąc przy skrzyżowaniu z ulicą Francuską.
Pomiędzy 1966 a 1969 rokiem rozpoczęto przebudowę skrzyżowania drogi z ulicą Mikołowską i ulicą Kochłowicką w sześciowlotowe rondo. 24 maja 1971 roku oddano do użytku odcinek alei pomiędzy ulicami Mikołowską a Murckowską, a w związku ze wzrostem liczby samochodów powstała drewniana kładka nad aleją będąca przedłużeniem ulicy Barbary.
Nazwę Aleja Górnośląska oficjalnie nadano w 1967 roku.
W latach 70. XX wieku rozpoczęto poszerzanie alei Górnośląskiej, zyskując po dwa pasy ruchu w każdą stronę. W 1976 roku istniały już wiadukty w ciągu ulic T. Kościuszki i W. Stwosza, a także do tego czasu ukończono bezkolizyjny węzeł drogowy z ulicą Francuską. Aleję przebudowano dalej na wschód – do ulicy Murckowskiej, a na skrzyżowaniu dróg w rejonie kolonii Zuzanny wybudowano węzeł drogowy typu koniczynka. W latach 80. XX wieku aleją Górnośląską zaczęto prowadzić ruch autobusowy pojazdów miejskiego transportu zbiorowego. W tym samym okresie ulicę gen. K. Pułaskiego poprowadzono pod aleję, a w latach 1978–1982 rondo mikołowskie przebudowano na węzeł drogowy.

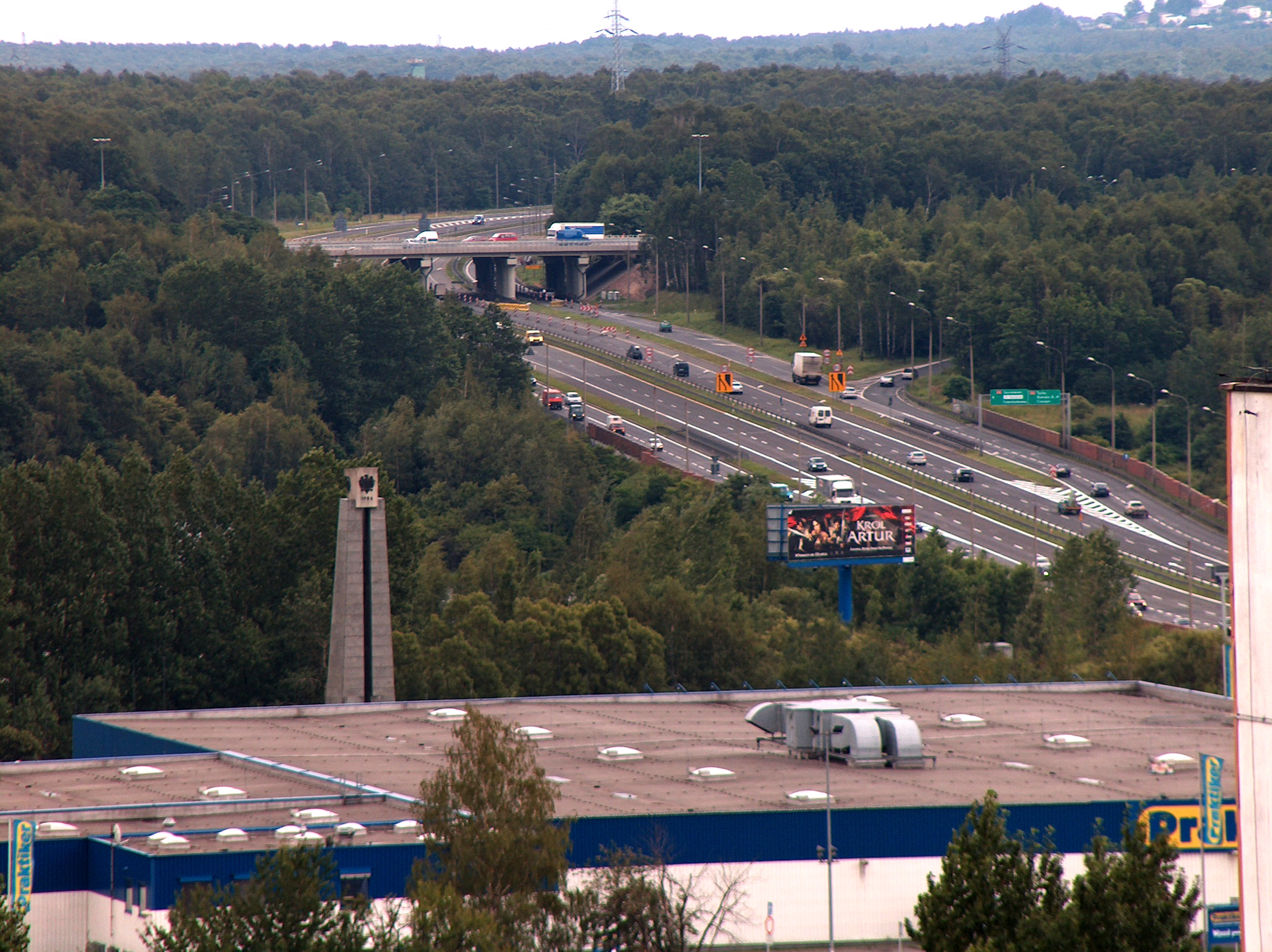
Węzeł Murckowska przed trwającą w latach 2006–2009 przebudową

Na północ od alei Górnośląskiej wybudowano etapami w latach 1970–1980 osiedle mieszkaniowe im. Ignacego Jana Paderewskiego. W 1985 roku wybudowano znajdujący się przy alei Górnośląskiej biurowiec Wojewódzki.
30 października 1996 roku oddano do użytku autostradę A4 na odcinku węzeł Murckowska – Mysłowice, a także zmodernizowany odcinek alei Górnośląskiej na odcinku pomiędzy węzłem Katowice Francuska a węzłem Murckowska. 10 listopada 1999 roku oddano do użytku przebudowany na autostradę A4 odcinek alei pomiędzy węzłem Katowice Francuska a węzłem Mikołowska, a do listopada 2001 roku zmodernizowano dalszy odcinek drogi w kierunku Chorzowa.
Szybko okazało się, iż prace te okazały się niewystarczające, a węzły stały się niedrożne. W latach 2006–2009 przebudowano węzeł Murckowska, rezygnując z węzła typu koniczynka na rzecz większej liczby wiaduktów. Poszerzono także aleję w kierunku zachodnim (do ulicy Francuskiej), zamontowano ekrany akustyczne i zmodernizowano istniejące, a także przebudowano węzeł Katowice Mikołowska. Powstała także kładka łącząca osiedle I.J. Paderewskiego z Centrum Handlowym 3 Stawy. 
Centrum Handlowe 3 Stawy zostało otwarte 16 listopada 1999 roku, a zmodernizowano je w 2014 roku. W sierpniu 2016 roku ukończono budowę znajdującego się przy węźle Katowice Francuska kompleksu biurowego A4 Business Park. W 2017 roku zamknięto znajdujący się po drugiej stronie Centrum Handlowego 3 Stawy sklep sieci Praktiker, a halę wyburzono w 2021 roku.

## Gospodarka i instytucje
Według stanu z listopada 2023 roku, w systemie REGON były zarejestrowane 4 podmioty gospodarcze z siedzibą przy alei Górnośląskiej. Działa tutaj m.in. restauracja sieci McDonald's (al. Górnośląska 40a) i stacja paliw BP (al. Górnośląska 55).
W bezpośrednim sąsiedztwie alei swoją siedzibę bądź placówkę mają m.in. następujące instytucje i przedsiębiorstwa: Akademia Wychowania Fizycznego im. Jerzego Kukuczki w Katowicach (ul. Mikołowska 72a), COIG (ul. Mikołowska 100), Urząd Metropolitalny Górnośląsko-Zagłębiowskiej Metropolii (ul. Barbary 21a), Park Hotel Diament Katowice (ul. W. Stwosza 37), Prokuratura Regionalna w Katowicach (ul. W. Stwosza 31), Komenda Wojewódzka Państwowej Straży Pożarnej (ul. W. Stwosza 36), Komenda Wojewódzka Policji w Katowicach (ul. J. Lompy 19), Komenda Miejska Policji w Katowicach (ul. J. Lompy 19) i Centrum Handlowe 3 Stawy (ul. gen. K. Pułaskiego 60).
W sąsiedztwie alei, pomiędzy ulicą Mikołowską a ulicą T. Kościuszki rozciąga się park T. Kościuszki, a na wschód od ulicy Mikołowskiej Dolina Trzech Stawów. Przy alei działa także stacja pomiarowa obsługiwana przez Regionalny Wydział Monitoringu Środowiska w Katowicach.